# Вевчани (община)
Вевчани (макед. Општина Вевчани) — община в Северной Македонии. Расположена на западе страны. Население составляет 2 433 человека (2002 год).
Административный центр — село Вевчани.
Площадь территории общины 22,8 км².
Этническая структура населения в общине по переписи населения 2002 года:
- македонцы — 2419 чел. (99,4%);
- остальные — 14 чел. (0,6%)